# 2025年世界水泳選手権ソロモン諸島選手団
2025年世界水泳選手権ソロモン諸島選手団は、2025年7月11日から8月3日までシンガポールで開催された第22回世界水泳選手権のソロモン諸島選手団、およびその競技結果。

## 選手団
- 人員: 選手 2人

## 選手名簿・結果
| 選手             | 種目           | 予選      | 予選  | 準決勝   | 準決勝   | 決勝     | 決勝     |
| 選手             | 種目           | 結果      | 順位  | 結果     | 順位     | 結果     | 順位     |
| ---------------- | -------------- | --------- | ----- | -------- | -------- | -------- | -------- |
| ブレントン・ナカ | 男子50m自由形  | 28秒35    | 111位 | 予選敗退 | 予選敗退 | 予選敗退 | 予選敗退 |
| ブレントン・ナカ | 男子100m自由形 | 1分07秒59 | 106位 | 予選敗退 | 予選敗退 | 予選敗退 | 予選敗退 |
| ベウラ・サンガ   | 男子50m背泳ぎ  | 36秒11    | 60位  | 予選敗退 | 予選敗退 | 予選敗退 | 予選敗退 |
| ベウラ・サンガ   | 男子50m平泳ぎ  | 失格      | 失格  | 予選敗退 | 予選敗退 | 予選敗退 | 予選敗退 |